# 南越前町ケーブルテレビ
南越前町ケーブルテレビ（みなみえちぜんちょうケーブルテレビ）は、かつて福井県南条郡南越前町が運営していたケーブルテレビ事業である。

## 概要
福井県の嶺北地方のケーブルテレビ局で近畿地方に近いせいか、唯一関西圏のテレビ局（朝日放送テレビ・毎日放送・びわ湖放送）を再送信しているケーブルテレビ局であった（嶺北の他の局は北陸朝日放送と北陸放送を再送信）。もともとは南条郡旧3町村の合併により誕生した公設公営のケーブルテレビ局だったが、設備の老朽化による整備の負担を減らしたいという考えから、2017年4月1日に福井ケーブルテレビの協力で民営化され、団体名も『福井ケーブルテレビ南えちぜん支局』となった。
現在、南越前町は福井ケーブルテレビとの協定により自主放送のみサービスを提供している。

## 歴史
- 1999年4月 - 南条町農村情報化施設 コミュニティネットワーク南条(CNN)開局。
- 2002年4月 - 今庄町農村情報化施設 インフォメーションネットワーク今庄(INI)開局。
- 2004年7月 - 総務省北陸総合通信局より南条郡河野村に有線テレビジョン放送施設設置許可、同年内に整備。
- 2005年1月1日 - 上記3町村の合併により、南越前町ケーブルテレビとして統合し放送開始。
- 2006年6月 - CATVインターネットサービス開始。
- 2009年12月 - 地上デジタル放送開始。
- 2017年4月1日 - 民営化とともに福井ケーブルテレビへ事業移行[4]。

## サービスエリア
- 福井県南条郡南越前町[5]

## ケーブルテレビ事業

### テレビ局
| デジタル  | 放送局               |
| --------- | -------------------- |
| D011      | NHK福井・総合        |
| D021      | NHK福井・Eテレ       |
| D031      | びわ湖放送           |
| D041      | 毎日放送             |
| D061      | 朝日放送テレビ       |
| D071      | 福井放送             |
| D081      | 福井テレビ           |
| D091      | 南えちぜんチャンネル |
| D092      | ウェザーニューズ     |
| B101      | NHK BS1              |
| B103      | NHK BSプレミアム     |
| B141～143 | BS日テレ             |
| B151～153 | BS朝日               |
| B161～163 | BS-TBS               |
| B171～173 | BSテレ東             |
| B181～183 | BSフジ               |
| B211      | BS11 イレブン        |
| B222      | BS12 トゥエルビ      |

### ラジオ局
| MHz  | 放送局            |
| ---- | ----------------- |
| 80.2 | FM802             |
| 84.9 | NHK福井FM         |
| 86.4 | FM福井            |
| 87.2 | FM京都(α-station) |

## インターネット事業
直営、上位ISPであるNTT西日本-北陸のISP事業者向けサービスを二次的に提供する形を取っている。
- 下り最大3Mbps
- ベストエフォート型